# 切爾卡西 (科韋利區)
51°14′21″N 24°36′13″E / 51.23917°N 24.60361°E
切爾卡西（烏克蘭語：Черкаси），是烏克蘭的村落，位於該國西部沃倫州，由科韋利區負責管轄，始建於1583年，面積0.003平方公里，海拔高度174米，2001年人口166，人口密度每平方公里55,333.33人。